# Aimen Rizouk
Aimen Rizouk (Algeri, 3 agosto 1979) è uno scacchista algerino.
Nel 2007 diventò il primo scacchista algerino ad ottenere il titolo di Grande Maestro.

## Principali risultati
Vinse il Campionato algerino nel 1999.
Ha rappresentato l'Algeria in due olimpiadi degli scacchi: Mosca 1994 (in 4ª scacchiera) e Dresda 2008 (in 1ª scacchiera), ottenendo complessivamente il 63,6% dei punti.
Nei Giochi panarabi del 2007 a Il Cairo vinse due medaglie: una d'oro individuale in 1ª scacchiera e una di bronzo di squadra.
Partecipò al Campionato del mondo FIDE del 2002 a Mosca, venendo eliminato nel 1º turno da Alexei Shirov (0–2).
Nella Coppa del Mondo del 2009 a Chanty-Mansijsk venne eliminato nel 1º turno da Dmitry Jakovenko (½–1½).